# Acantopterigian
Acantopterigienii (Acanthopterygii) (din greaca akantho = spini, țepi  + pterygii = înotătoare) este un supraordin vast și destul de variat de pești teleosteenii superiori marini și de apă dulce, la care razele anterioare ale înotătoarelor dorsală, anală și ventrale au forma unor țepi ascuțiți, nedivizați. Înotătoarele abdominale se găsesc, de obicei, sub cele pectorale, iar câteodată și înaintea lor. Vezica înotătoare nu comunică cu intestinul.

## Descrierea
Razele anterioare ale înotătoarelor dorsală, anală și ventrale au forma unor țepi ascuțiți, nedivizați. În mai multe grupuri de actinopterigieni însă spinii lipsesc din înotătoare și anume probabil prin dispariție.
Înotătoarea dorsală se alungește înapoi și se diferențiază într-o parte anterioară și una posterioară, care se separă adesea ca două înotătoare distincte: anterioară și  posterioară. Înotătoarea dorsală anterioară are raze spinoase, în formă de țepi (spini) ascuțiți, rigizi, nedivizați, iar cea posterioară raze moi sau articulate, la fel ca și înotătoarea codală, anală și cele pectorale. Țepul este un lepidotrih modificat, articolele cărora s-au contopit într-o singură piesă tare și neflexibilă, numită spin. Teleosteeni superiori care au înotătoarea dorsală anterioară susținută de lepidotrihi transformați în spini se numesc acantopterigieni.
Cu o singură excepție, înotătoarea dorsală adipoasă lipsește. 
Prima sau primele raze anterioare din înotătoarele ventrale și din înotătoarea anală sunt spinoase. 
Înotătoarele ventrale sunt situate anterior și se găsesc de regulă sub cele pectorale (poziție pectorală) sau mai rar înaintea lor (poziție jugulară); ele au de obicei un spin și cinci sau mai puține raze moi.
Înotătoarele pectorale sunt plasate sus, pe laturile corpului.
Înotătoarea caudală bifurcată de obicei simetrică, cu lobi egali.
Solzii sunt ctenoizi (cu numeroase excepții).
Sunt pești superiori din a căror centură scapulară lipsește mezocoracoidul și a căror înotătoare pectorala sunt din cauza aceasta, ridicate pe laturile corpului. Centura pelviană este legată de centura scapulară fie direct, fie printr-un ligament conjunctiv, care se păstrează între cele două centuri chiar și când cea pelviană se deplasează în mod secundar înapoi, împreună cu înotătoarele ventrale. Ligamentul Baudelot la acantopterigieni leagă capătului superior al centurii scapulare (supracleitrul) cu capătul posterior al craniului (bazioccipitalul). La teleosteenii inferiori acest ligament leagă capătului superior al centurii scapulare cu prima vertebră.
Maxilarele deși sunt prezente, nu contribuie la formarea fălcii superioare, nu o mărginesc și nu poartă dinți. Mobilitatea și protractibilitatea fălcii superioare sunt maxime la acantopterigieni. Acest lucru este realizat prin dezvoltarea unei prelungiri dorsale a vârfului anterior al osului premaxilar, numit procesul ascendent. Acest proces alunecă de-a lungul cartilajului rostral de pe botul peștelui, trăgând falca superioară înainte și în jos. Procesul ascendent este ajutat de o conexiune în formă de camă între maxilar și premaxilar, maxilarul rotindu-se și împingând înainte premaxilarul.
Acantopterigienii au dinții faringieni. Dentiția faringiană este foarte dezvoltată datorită redistribuirii inserțiilor mușchilor și fixării oaselor în aparatul faringian. Mușchiul retractor dorsal (Musculus retractor dorsalis, Retractor arcuum branchialium a lui Rosen), utilizat în deglutiția alimentelor, se inserează pe al treilea arc faringobranhial. Acest mușchi nu a fost găsit la salmoniforme sau ostariofizi. Suprafața articulară al celui de-al patrulea os epibranhial este redusă, iar cel de-al doilea și al treilea os epibranhial sunt măriți și constituie suportul principal al dentiției faringiene superioare.
Supraoccipitalul separă unul de altul cele două parietale și se unește cu frontalele. Parapofizele sunt unite cu vertebrele.
Fanta branhială aflată în fața înotătoarei pectorale. 
Vezica înotătoare, cu puține excepții, a pierdut comunicația cu tubul digestiv (pești fizocliști).
Ovarele se continuă cu oviductele. 

## Habitatul
Este un supraordin vast și destul de variat de pești marini și de apă dulce. Sunt în mare parte specii marine care domină apele de lângă țărm, inclusiv recifele de corali, dar care sunt, de asemenea, bine reprezentați în alte habitate acvatice. 23% sunt exclusiv pești dulcicoli.

## Fosile
Acantopterigienii se cunosc din cretacicul inferior și triasic și au împreună cu scopeliformele, din care probabil deriva, caractere asemănătoare. 

## Sistematica
Aproximativ jumătate din peștii vii aparțin acestui supraordin. Acantopterigienii includ aproximativ 14.800 de specii repartizate în 3 serii, 13 ordine, 267 de familii și peste 2300 genuri. 
- Seria Mugilomorpha

- Ordinul  Mugiliformes

- Familia  Mugilidae

- Seria Atherinomorpha

- Ordinul  Atheriniformes

- Familia  Atherinopsidae
- Familia  Notocheiridae
- Familia  Melanotaeniidae
- Familia  Atherionidae
- Familia  Phallostethidae
- Familia  Atherinidae

- Ordinul  Beloniformes

- Familia  Adrianichthyidae
- Familia  Exocoetidae
- Familia  Hemiramphidae
- Familia  Belonidae
- Familia  Scomberesocidae

- Ordinul  Cyprinodontiformes

- Familia  Aplocheilidae
- Familia  Nothobranchiidae
- Familia  Rivulidae
- Familia  Profundulidae
- Familia  Goodeidae
- Familia  Fundulidae
- Familia  Valenciidae
- Familia  Cyprinodontidae
- Familia  Anablepidae
- Familia  Poeciliidae

- Seria Percomorpha

- Ordinul  Stephanoberyciformes

- Familia  Melamphaidae
- Familia  Stephanoberycidae
- Familia  Hispidoberycidae
- Familia  Gibberichthyidae
- Familia  Rondeletiidae
- Familia  Barbourisiidae
- Familia  Cetomimidae
- Familia  Mirapinnidae
- Familia  Megalomycteridae

- Ordinul  Beryciformes

- Subordinul Trachichthyoidei

- Familia  Anoplogastridae
- Familia  Diretmidae
- Familia  Anomalopidae
- Familia  Monocentridae
- Familia  Trachichthyidae

- Subordinul Berycoidei

- Familia  Berycidae

- Subordinul Holocentroidei

- Familia  Holocentridae

- Ordinul  Zeiformes

- Subordinul Cyttoidei

- Familia  Cyttidae

- Subordinul Zeioidei

- Familia  Oreosomatidae
- Familia  Parazenidae
- Familia  Zeniontidae (Zenionidae)
- Familia  Grammicolepididae
- Familia  Zeidae

- Ordinul  Gasterosteiformes

- Subordinul Gasterosteoidei

- Familia  Hypoptychidae
- Familia  Aulorhynchidae
- Familia  Gasterosteidae
- Familia  Indostomidae

- Subordinul Syngnathoidei

- Familia  Pegasidae
- Familia  Solenostomidae
- Familia  Syngnathidae
- Familia  Aulostomidae
- Familia  Fistulariidae
- Familia  Macroramphosidae
- Familia  Centriscidae

- Ordinul  Synbranchiformes

- Subordinul Synbranchoidei

- Familia  Synbranchidae

- Subordinul Mastacembeloidei

- Familia  Chaudhuriidae
- Familia  Mastacembelidae

- Ordinul  Scorpaeniformes

- Subordinul Dactylopteroidei

- Familia  Dactylopteridae

- Subordinul Scorpaenoidei

- Familia  Scorpaenidae
- Familia  Caracanthidae
- Familia  Aploactinidae
- Familia  Pataecidae
- Familia  Gnathanacanthidae
- Familia  Congiopodidae

- Subordinul Platycephaloidei

- Familia  Triglidae
- Familia  Peristediidae
- Familia  Bembridae
- Familia  Platycephalidae
- Familia  Hoplichthyidae

- Subordinul Anoplopomatoidei

- Familia  Anoplopomatidae

- Subordinul Hexagrammoidei

- Familia  Hexagrammidae

- Subordinul Normanichthyiodei

- Familia  Normanichthyidae

- Subordinul Cottoidei

- Familia  Rhamphocottidae
- Familia  Ereuniidae
- Familia  Cottidae
- Familia  Comephoridae
- Familia  Abyssocottidae
- Familia  Hemitripteridae
- Familia  Agonidae
- Familia  Psychrolutidae
- Familia  Bathylutichthyidae
- Familia  Cyclopteridae
- Familia  Liparidae

- Ordinul  Perciformes

- Subordinul Percoidei

- Familia  Centropomidae
- Familia  Ambassidae
- Familia  Latidae
- Familia  Moronidae
- Familia  Percichthyidae
- Familia  Perciliidae
- Familia  Acropomatidae
- Familia  Symphysanodontidae
- Familia  Polyprionidae
- Familia  Serranidae
- Familia  Centrogeniidae
- Familia  Ostracoberycidae
- Familia  Callanthiidae
- Familia  Pseudochromidae
- Familia  Grammatidae
- Familia  Plesiopidae
- Familia  Notograptidae
- Familia  Opistognathidae
- Familia  Dinopercidae
- Familia  Banjosidae
- Familia  Centrarchidae
- Familia  Percidae
- Familia  Priacanthidae
- Familia  Apogonidae
- Familia  Epigonidae
- Familia  Sillaginidae
- Familia  Malacanthidae
- Familia  Lactariidae
- Familia  Dinolestidae
- Familia  Scombropidae
- Familia  Pomatomidae
- Familia  Nematistiidae
- Familia  Coryphaenidae
- Familia  Rachycentridae
- Familia  Echeneidae
- Familia  Carangidae
- Familia  Menidae
- Familia  Leiognathidae
- Familia  Bramidae
- Familia  Caristiidae
- Familia  Emmelichthyidae
- Familia  Lutjanidae
- Familia  Caesionidae
- Familia  Lobotidae
- Familia  Gerreidae
- Familia  Haemulidae
- Familia  Inermiidae
- Familia  Nemipteridae
- Familia  Lethrinidae
- Familia  Sparidae
- Familia  Centracanthidae
- Familia  Polynemidae
- Familia  Sciaenidae
- Familia  Mullidae
- Familia  Pempheridae
- Familia  Glaucosomatidae
- Familia  Leptobramidae
- Familia  Bathyclupeidae
- Familia  Monodactylidae
- Familia  Toxotidae
- Familia  Arripidae
- Familia  Dichistiidae
- Familia  Kyphosidae
- Familia  Drepaneidae
- Familia  Chaetodontidae
- Familia  Pomacanthidae
- Familia  Enoplosidae
- Familia  Pentacerotidae
- Familia  Nandidae
- Familia  Polycentridae
- Familia  Terapontidae
- Familia  Kuhliidae
- Familia  Oplegnathidae
- Familia  Cirrhitidae
- Familia  Chironemidae
- Familia  Aplodactylidae
- Familia  Cheilodactylidae
- Familia  Latridae
- Familia  Cepolidae

- Subordinul Elassomatoidei

- Familia  Elassomatidae

- Subordinul Labroidei

- Familia  Cichlidae
- Familia  Embiotocidae
- Familia  Pomacentridae
- Familia   Labridae
- Familia  Odacidae
- Familia  Scaridae

- Subordinul Zoarcoidei

- Familia  Bathymasteridae
- Familia  Zoarcidae
- Familia  Stichaeidae
- Familia  Cryptacanthodidae
- Familia  Pholidae
- Familia  Anarhichadidae
- Familia  Ptilichthyidae
- Familia  Zaproridae
- Familia  Scytalinidae

- Subordinul Notothenioidei

- Familia  Bovichtidae
- Familia  Pseudaphritidae
- Familia  Eleginopidae
- Familia  Nototheniidae
- Familia  Harpagiferidae
- Familia  Artedidraconidae
- Familia  Bathydraconidae
- Familia  Channichthyidae

- Subordinul Trachinoidei

- Familia  Chiasmodontidae
- Familia  Champsodontidae
- Familia  Trichodontidae
- Familia  Pinguipedidae
- Familia  Cheimarrhichthyidae
- Familia  Trichonotidae
- Familia  Creediidae
- Familia  Percophidae
- Familia  Leptoscopidae
- Familia  Ammodytidae
- Familia  Trachinidae
- Familia  Uranoscopidae

- Subordinul Pholidichthyoidei

- Familia  Pholidichthyidae

- Subordinul Blennioidei

- Familia  Tripterygiidae
- Familia  Dactyloscopidae
- Familia  Blenniidae
- Familia  Clinidae
- Familia  Labrisomidae
- Familia  Chaenopsidae

- Subordinul Icosteoidei

- Familia  Icosteidae

- Subordinul Gobiesocoidei

- Familia  Gobiesocidae

- Subordinul Callionymoidei

- Familia  Callionymidae
- Familia  Draconettidae

- Subordinul Gobioidei

- Familia  Rhyacichthyidae
- Familia  Odontobutidae
- Familia  Eleotridae
- Familia  Xenisthmidae
- Familia  Kraemeriidae
- Familia  Gobiidae
- Familia  Microdesmidae
- Familia  Ptereleotridae
- Familia  Schindleriidae

- Subordinul Kurtoidei

- Familia  Kurtidae

- Subordinul Acanthuroidei

- Familia  Ephippidae
- Familia  Scatophagidae
- Familia  Siganidae
- Familia  Luvaridae
- Familia  Zanclidae
- Familia  Acanthuridae

- Subordinul Scombrolabracoidei

- Familia  Scombrolabracidae

- Subordinul Scombroidei

- Familia  Sphyraenidae
- Familia  Gempylidae
- Familia  Trichiuridae
- Familia  Scombridae
- Familia  Xiphiidae
- Familia  Istiophoridae

- Subordinul Stromateoidei

- Familia  Amarsipidae
- Familia  Centrolophidae
- Familia  Nomeidae
- Familia  Ariommatidae
- Familia  Tetragonuridae
- Familia  Stromateidae

- Subordinul Anabantoidei

- Familia  Anabantidae
- Familia  Helostomatidae
- Familia  Osphronemidae

- Subordinul Channoidei

- Familia  Channidae
- Familia  Caproidae

- Ordinul  Pleuronectiformes

- Subordinul Psettodoidei

- Familia  Psettodidae

- Subordinul Pleuronectoidei

- Familia  Citharidae
- Familia  Scophthalmidae
- Familia  Paralichthyidae
- Familia  Pleuronectidae
- Familia  Bothidae
- Familia  Paralichthodidae
- Familia  Poecilopsettidae
- Familia  Rhombosoleidae
- Familia  Achiropsettidae
- Familia  Samaridae
- Familia  Achiridae
- Familia  Soleidae
- Familia  Cynoglossidae

- Ordinul  Tetraodontiformes

- Subordinul Triacanthodoidei

- Familia  Triacanthodidae

- Subordinul Balistoidei

- Familia  Triacanthidae
- Familia  Balistidae
- Familia  Monacanthidae
- Familia  Ostraciidae

- Subordinul Tetraodontoidei

- Familia  Triodontidae
- Familia  Tetraodontidae
- Familia  Diodontidae
- Familia  Molidae